# Mitsuoka Viewt
El Mitsuoka Viewt (光岡・ビュート/美遊人, Mitsuoka Byūto) és un automòbil de la marca japonesa Mitsuoka sobre la base del Nissan Micra/March inspirat en el Jaguar Mark 2 de 1963. La primera generació del model va ser llançada el gener de 1993 i a data de 2019 ja s'havien fabricat més de 12.000 exemplars durant les seues tres generacions. El Viewt, juntament amb el Galue, van ser la raó que animà als fabricants generalistes d'automòbils japonesos a traure versions retro dels seus models, com ara el Subaru Impreza Casa Blanca o el Toyota Starlet Carat.

## Primera generació (1993-2002)
La primera generació del Viewt, presentada al mercat al gener de 1993, va ser produïda sobre el chassis del Nissan March de segona generació o Micra de primera generació a Europa. La part darrera del Micra va ser canviada per una nou vidre i un porta-equipatges diferent que sobre-eixia del cos central, mentres que la graella frontal i les llums frontals van ser canviades per unes que s'assemblaren al Jaguar Mark 2. En les versions bàsiques, l'interior del Viewt era idèntic al del Micra, tot i que en el cas del Mitsuoka, a les versions superiors se li podien afegir remats com seients de pell.
El Viewt compartia els mateixos motors 1000 i 1300 centímetres cúbics que el Nissan Micra. Originalment, el Mitsuoka estava equipat amb una transmissió manual de cinc velocitats o unes transmissions automàtiques i CVT de quatre velocitats, però més tard les versions més luxoses només estarien equipades amb caixes automàtiques.
Els canvis fets al Nissan Micra usualment es reflectien al model de Mitsuoka; per exemple, quan el Micra va rebre un nou panell de comandaments, el Viewt també amb un nou disseny en fusta. Després que es presentara l'any 1997 el Micra Convertible, Mitsuoka va desenvolupar un Viewt convertible amb la mateixa part davantera que el model sedan, però amb un nou disseny a la part de darrere. La producció d'ambdos models va finalitzar l'any 2002.

## Segona generació (2005-2010)
Quan Nissan va deixar de produir el Micra K11 i començà amb el K12, Mitsuoka també va iniciar una nova generació del Viewt, la segona, que aparegué al mercat per primera vegada al setembre del 2005. Els canvis estètics al nou Micra són evidents en alguns detalls externs d'aquesta segona generació, com són les portes del darrere, curvades i que donen una nova línia al sostre, més en forma de bambolla que a l'anterior generació. No obstant això, Mistuoka va seguir amb una graella frontal d'estil Jaguar pràcticament inalterada respecte al primer Viewt. L'única variant sedan de dues portes és la 12SR, basada en el Nissan Micra 12SR.
Com el Micra, aquesta segona generació del Viewt es comercialitzà amb els motors de 1200, 1400 i 1500 centímetres cúbics, amb caixa automàtica i CVT de quatre velocitats reservada al motor 1500 i una manual de cinc velocitats per al de 1200. Com a la generació anterior, els interiors del Viewt MK II són idèntics als del Micra K12, amb seients de pell opcionals. L'interior de la variant 12SR empra la majoria dels remats del Micra 12SR, com ara els inserts de fibra de carbon al panell de comandament.

### Mitsuoka Cute
El Mitsuoka Cute (光岡・キュート/喜遊人, Mitsuoka Kyūto) fou un model idèntic al Viewt de segona generació (K12), però amb la carrosseria hatchback del Micra/March; per tant, l'única diferència amb aquest model era la graella frontal, d'estil Jaguar com la del Viewt. El Cute només equipava el motor de 1200 CC. Fou produït de 2009 fins a 2010. El seu model successor és el Viewt Nadeshiko, basat en la tercera generació del Viewt.

## Tercera generació (2012-present)
La tercera generació del Mitsuoka Viewt es presentà al mercat el 23 de maig de 2012 sobre la base de la cinquena generació del Nissan March (K13) o quarta del Nissan Micra. L'única motorització disponible és de 1200 centímetres cúbics amb una transmissió CVT i amb possibilitat de tracció davantera o a les quatre rodes.

### Viewt Nadeshiko
El Viewt Nadeshiko, presentat l'any 2015 i el qual es pot considerar el successor del Mitsuoka Cute, és una versió hatchback cinc portes del model Viewt regular. En aparença és com el Nissan Micra K13, però amb la part frontal característica del model de Mitsuoka.